# (5752) 1992 CJ
1992 سي جاي (ويعرف أيضًا باسم (5752) 1992 سي جاي وفق تسمية الكوكب الصغير) (بالإنجليزية: 1992 CJ)‏ هو كويكب ضمن حزام الكويكبات؛ وترتيبه 5752 من حيث الاكتشاف.
اكتُشف هذا الجُرم الفلكي بواسطة Nobuhiro Kawasato ‏ في 10 فبراير 1992.

## وصلات خارجية
- (5752) 1992 CJ في قاعدة بيانات مختبر الدفع النفاث لأجرام النظام الشمسي الصغيرة

- الاكتشاف · مخطط المدار ·  العناصر المدارية · المعلمات المادية

- (5752) 1992 CJ على موقع ويكي سكاي: DSS2, SDSS, GALEX, IRAS, Hydrogen α, X-Ray, Astrophoto, Sky Map, Articles and images